# Pittsburgh Pipers
Los Pittsburgh Pipers fueron uno de los equipos miembro de la American Basketball Association, fue fundado por Doug Melidona. Ganaron su primer campeonato en la temporada de 1967-1968, liderados por el MVP de la ABA Connie Hawkins. Se trasladaron a Minnesota, donde jugaron como los Minnesota Pipers durante la temporada 1968-1969. El equipo volvió a Pittsburgh para jugar de nuevo como los Pipers durante la temporada 1969-1970, pero con muchas menos expectativas debido a la marcha de su estrella, Connie Hawkins, a la NBA. Después de la fuerte lesión de rodilla del alero Charlie Williams, la temporada acabó como un completo fracaso, y ellos se perdieron los playoffs con un balance de 29-55 (victorias derrotas). Fueron renombrados a los Pittsburgh Condors en 1970, y cerraron la franquicia en 1972.